# The Allman Brothers Band
The Allman Brothers Band — американская рок-группа, образованная в 1969 году в Джексонвилле, Флорида, гитаристом Дуэйном Оллмэном и его братом, клавишником и вокалистом Греггом. The Allman Brothers Band, признанные «главными архитекторами Южного рока», использовали в своей музыке элементы хард-, кантри- и блюз-рока; включали в концертные выступления продолжительные импровизации. The Allman Brothers Band, уже в 1971 году названные журналом Rolling Stone лучшей американской группой, возникшей за последние пять лет, получили (в 1971—2005 годах) 11 золотых и пять платиновых дисков.
В 1995 году группа была введена в Зал славы рок-н-ролла. Она занимает #53 в списке «100 Величайших исполнителей всех времён» (2004) журнала Rolling Stone Дуэйн Оллман (разбившийся на мотоцикле в 1971 году) — #2 в списке «100 лучших гитаристов всех времен» того же журнала (в том же списке — и трое других гитаристов группы: Дикки Беттс, Уоррен Хэйнс и Дерек Тракс). The Allman Brothers Bands, несколько раз распадавшиеся и менявшие состав, продолжали выступать вплоть до 2014 года.

## История группы
Братья Оллманы росли и воспитывались в Дейтона-Бич, Флорида; занимались музыкой с начала 1960-х годов. В 1963 году они образовали «гаражную» группу The Escorts, которая два года спустя изменила название на The Allman Joys. Затем возник состав The Hour Glass: с ним братья переехали в Лос-Анджелес. The Hour Glass выпустили два альбома на Liberty Records, но успеха не добились. Все музыканты группы были освобождены от контрактных обязательств, за исключением Грегга: в нём одном представители Liberty увидели коммерческий потенциал.
Ещё гастролируя как The Allman Joys, братья Оллманы познакомились с Бутчем Траксом, участником группы The 31st of February. Вскоре после распада The Hour Glass, сентябре 1968 года, они решили приступить к сотрудничеству. Записанный в те дни альбом вышел лишь в 1972 году под заголовком Duane & Greg Allman на лейбле Bold Records.
Дуэйн Оллман к концу 1968 года стал востребованным сессионным музыкантом при студии FAME Studios в Масл-Шоулз, Алабама. Он аккомпанировал таким исполнителям, как Арета Франклин, Кинг Кёртис, Перси Следж, сыграл в версии Уилсона Пикетта «Hey Jude», ставшей хитом.
Наконец, Оллман начал играть джемы с Беттсом, Траксом и Оукли в Джексонвилле. На место гитариста в новый состав был приглашен Эдди Хинтон (англ. Eddie Hinton), знакомый Дуэйна по студийной работе, но тот отверг предложение. Грегг в это время находился в Лос-Анджелесе, работая по контрактным обязательствам Hour Glass с компанией Liberty Records. Его вызвали в Джексонвилл.

### 1969—1971
The Allman Brothers Band образовались в Джексонвилле, Флорида, 26 марта 1969 года в составе: Дуэйн и Грегг Оллманы, Дикки Беттс, Берри Окли, Батч Тракс и Джей Джоханни Йоханссон. Музыканты дали серию концертов и затем выпустили дебютный альбом The Allman Brothers Band (1969), высоко оцененный критикой.
Альбом Idlewild South (1970), записанный с продюсером Томом Даудом, был благосклонно встречен критиками и имел коммерческий успех (#38, Billboard 200). По завершении работы над ним Дуэйн Оллман присоединился к Эрику Клэптону и Derek and the Dominos, чтобы записать альбом Layla and Other Assorted Love Songs, впоследствии признанный классическим.
В 1971 году вышел At Fillmore East, записанный 12 и 13 марта того же года в одноименном легендарном концертном зале. Он стал хитом (#13, Billboard 200) и остался в истории как один из лучших концертных альбомов: журнал Rolling Stone поместил его на #49 в списке «500 величайших альбомов всех времен». Здесь группа проявила стилистическое разнообразие: аранжировки, в которых соединились хард-рок, блюз, влияния джаза и европейской классической музыки, были отмечены гитарным дуэтом Оллмана и Беттса, продолжительными бас-гитарными соло Окли; критики отметили также мощные, но гибкие партии ударных, хриплый вокал Грегга Оллмана («под» Рэя Чарльза). Говоря о композиции «In Memory of Elizabeth Reed», критики сравнивали группу с Джоном Колтрейном и Майлзом Дэвисом..
The Allman Brothers Band оказались последними, кому удалось выступить в Fillmore East: в июне 1971 года зал закрылся. Последние концерты здесь приобрели легендарный статус, поскольку продолжались всю ночь. В 2005 году Грегг Оллман вспоминал, как во время джемминга музыканты теряли всякое чувство времени, и понимали, что наступило утро, уже когда боковые двери распахивались, впуская в зал дневной свет.
Группа продолжала гастролировать; впоследствии одна из записей тех времен вышла под заголовком S.U.N.Y. at Stonybrook: Stonybrook, NY 9/19/71.

### Смерть Дуэйна Оллмана
29 октября 1971 года, вскоре после того, как альбом Fillmore East получил золотой статус, Дуйэн Оллман разбился на мотоцикле в Мейконе, штат Джорджия, врезавшись в грузовик, который начал разворачиваться на дороге. Участники группы решили не распускать группу. Дикки Беттс взял на себя функции основного гитариста и завершил работу Оллмана над альбомом Eat a Peach. Альбом, вышедший в феврале 1972 года был мягче предшественника и печальнее в тональности. В него был включен 34-минутный джемминг-трек «Mountain Jam», записанный во время концертов в Fillmore East. Группа дала несколько концертов квинтетом, после чего пригласила в состав пианиста Чака Ливелла. Этот новый вариант состава дебютировал 2 ноября 1972 года в телеконцерте ABC In Concert.
11 ноября 1972 года Берри Окли скончался от травм головы, полученных в результате дорожного инцидента, случившегося всего в трех кварталах от того места, где погиб Оллман. Существует легенда, согласно которой оба происшествия случились на одном и том же месте, и что название альбома Eat a Peach имеет отношение к содержимому грузовика, в который врезался Оллман, но обе эти истории были впоследствии опровергнуты.
В конце 1972 года на место Берри Окли в группу пришел Ламар Уильямс, при участии которого была завершена работа над альбомом Brothers and Sisters, выпущенным в августе 1973 года.
К этому времени Дикки Беттс стал официальным лидером группы. Альбом Brothers and Sisters включал в себя самые известные хиты группы: «Ramblin' Man» и «Jessica», им написанные. Первая из этих двух песен вышла синглом и поднялась до #2 в Billboard Hot 100.
The Allman Brothers Band стали одной из самых успешных концертных групп в стране. Возможно своё самое знаменитое выступление они провели 28 июля 1973 года: это был Летний Джем на ипподроме Уоткинс-Глен (штат Нью-Йорк), где также сыграли The Grateful Dead и The Band. Зрителями этого массового фестиваля стали 600 тысяч человек. На волне успеха Allman Brother Band известность резко возрос интерес к южному року; известность приобрели, в частности, Marshall Tucker Band (нередко выступавшие у Allman Brothers Band разогревщиками) и Lynyrd Skynyrd.
С большим успехом накануне Нового года прошел организованная промоутером Биллом Грэхэмом радиотрансляция выступления The Allman Brothers Band в сан-францисском зале Cow Palace. В концерте приняли участие Боз Скэггс, а также Джерри Гарсия и Билл Кройцман из Grateful Dead.

### Первый распад
Вскоре однако отношения между участниками The Allman Brothers Band ухудшились. Дикки Беттс и Грегг Оллман начали каждый свою сольную карьеру. Оллман женился на Шер, причем разводился дважды, спустя краткий период воссоединения; перипетии этой истории широко освещались в прессе. Беттс и Ливелл тянули группу в разных стилистических направлениях; Оллман безуспешно пытался быть между ними посредником.
Внутренняя нестабильность сказалась на содержании альбома Win, Lose or Draw (1975), в записи некоторых его треков принимали не все участники группы. В числе треков, отмеченных критикой, были «Can’t Lose What You Never Had» Мадди Уотерса, инструментальная композиция Дикки Беттса «High Falls» и заглавный трек, написанный Греггом Оллманом (как отмечалось, под влиянием Джексона Брауна).
Группа распалась в 1976 году после того, как Грегг Оллман, будучи арестован за хранение наркотиков, согласился дать показания против гастрольного менеджера группы и её друга «Скутера» Херринга. Чак Ливелл, Джей Джоханни Йохансон и Ламар Уильямс образовали группу Sea Level. Дикки Беттс начал сольную карьеру. Все четверо поклялись, что никогда не станут больше работать с Оллманом. Лейбл Capricorn Records выпустил сборник The Road Goes On Forever и концертный альбом Wipe the Windows, Check the Oil, Dollar Gas, пластинки, успеха не имевшие.

### 1978—1987
Группа реформировалась в 1978 году и выпустила альбом Enlightened Rogues (1979); в записи его приняли участие новые музыканты: Дэн Толер (англ. Dan Toler, гитара) и Дэвид Голдфлайз (англ. David Goldflies, бас-гитара), которые заменили Чака Ливелла и Ламара Уильямса соответственно (и тот, и другой сконцентрировались на работе в Sea Level). Определённый успех в чартах имел сингл «Crazy Love», на радио звучала также инструментальная композиция «Pegasus», но в основном группа не сумела подняться к прежнему статусу. Появились и финансовые проблемы — как у неё, так и у лейбла: Capricorn Records в 1979 году прекратил своё существование, и каталог перешел во владение PolyGram. Allman Brothers Band подписали контракт с Arista Records. Выпустив два альбома, получившие плохую прессу, состав распался в начале 1982 года.
Оллман почти сразу же собрал собственный состав Gregg Allman Band, куда вошли братья Толеры. Дикки Беттс, Чак Ливелл, Бутч Тракс и Дэвид Голдфлайз образовали группу BHLT (Betts, Hall, Leavell & Trucks), которая два года спустя, не получив признания, распалась.
The Allman Brothers Band собрались вместе вновь в 1986 году, чтобы дать два благотворительных концерта, организованных промоутером Биллом Грэхэмом в Нью-Йорке и Мэйконе. Грегг Оллман, Дикки Беттс, Бутч Тракс, Джеймо Йоханссон, Чак Ливелл и Дэн Толер сыграли на одной сцене, но полноценного реюниона не последовало. Год спустя Gregg Allman Band и Dickey Betts Band в качестве хедлайнеров провели совместное турне по клубам и кинотеатрам, в ходе которого каждый концерт завершали совместным выступлением, исполняя песни Allman Brothers Band.

### 1989—1999
В 1987 году Epic Records подписал с Оллманом и Беттсом раздельные сольные контракты. И тут же The Gregg Allman Band выпустил неожиданный радиохит, заглавный трек альбома I'm No Angel. За ним последовали альбом Just Before the Bullets Fly. В 1989 году The Allman Brothers Band реформировались и вновь оказались в центре внимания, не в последнюю очередь благодаря архивному материалу, выпущенному компанией PolyGram, а также серии летних концертов на открытых площадках. К Оллману, Беттсу, Джеймо Йоханссону и Траксу присоединились Уоррен Хэйнс (гитара, вокал), Джонни Нил (клавишные) и Аллен Вуди (бас-гитара). Чак Ливел предпочел отправиться в турне как участник гастролирующего состава Rolling Stones — с ними он играл на концертах с 1982 года.
Проведя юбилейный 20th Anniversary tour, The ABB подписали контракт с Epic Records и выпустили альбом Seven Turns (1990), который получил превосходную прессу. Состав покинул Нил, но группа продолжала записываться: умеренный успех имели альбомы Shades Of Two Worlds (1991) и Where It All Begins (1994, четыре года спустя он стал золотым), в работе над которыми принял участие перкуссионист Марк Квинонес (англ. Marc Quinones).
В 1994 году Уоррен Хэйнс и Аллен Вуди образовали собственный сторонний проект Gov't Mule.

### The ABB в XXI веке
Состав с Оллманом, Бутчем Траксом, Джеймо Йоханссоном и Дереком Траксом продолжил укреплять связи с молодой аудиторией, устраивая совместные концерты с музыкантами нового поколения: The String Cheese Incident, moe, Dave Matthews Band. В 2003 и 2005 годах The Allman Brothers с успехом выступили на фестивале Bonnaroo. Начиная с 2005 года группа стала устраивать собственный двухдневный фестиваль Wanee Music Festival в музыкальном парке Spirit of the Suwannee в Лайв-Оук, Флорида. Здесь The Allmans, Gov’t Mule и The Derek Trucks Band выступают на разных сценах вместе с более молодыми группами — North Mississippi Allstars, Robert Randolph and the Family Band, Medeski, Martin and Wood, Devon Allman’s Honeytribe, Nickel Creek, Mofro и другими.
В 2008 году группа сократила свою гастрольную программу из-за болезни Грега Оллмана (он лечился от гепатита). 20 ноября 2008 года The Allman Brothers Band получили награду Legend Of Live Award на церемонии вручения Billboard Touring Awards в Нью-Йорке. Группе отдали должное как «гастролирующим профессионалам, которые оказывали длительное и серьёзное влияние на концертную индустрию».
В 2009 году The Allman Brothers Band отпраздновали 40-летнюю годовщину со дня образования. Группа дала серию концертов, приглашая музыкантов, которым приходилось играть с Дуэйном Оллманом. В числе приглашенных гостей были Эрик Клэптон, исполнивший песни из альбома Layla and Other Assorted Love Songs, участники Grateful Dead и Phish, блюзмен Бадди Гай, джазовый барабанщик Ленни Уайт, рэп/кантри-рокер Кид Рок.
В январе 2014 года в Fox Theatre города Атланты был записан альбом All My Friends: Celebrating the Songs & Voice of Gregg Allman, который охватывает как песни группы The Allman Brothers Band, так и сольный материал Грегга Оллмана, перепетый в компании известных музыкальных гостей. Сам концерт ознаменовал завершение деятельности The Allman Brothers Band, работавшего 45 лет, несмотря на трагические потери в составе. В его нынешнем составе Грегг Оллман был единственным из музыкантов-основателей группы.
Американский певец Грегг Оллмэн скончался 27.05.2017 на 70-м году жизни в своём доме в Джорджии . «С глубокой печалью мы сообщаем, что Грегг Оллман, член-основатель Allman Brothers Band, мирно скончался в своём доме в Саванне, штат Джорджия», — цитирует заявление Ultimate Classic Rock.
В сообщении также указывается, что его семья скоро выпустит заявление в связи со смертью.
Журнал Rolling Stone в 2008 году включил музыканта в свой список «Ста величайших певцов всех времён», поставив его на 70-е место. Грегг Оллмэн является автором таких песен, как «Midnight Rider», «Melissa» и «Whipping Post».

## Дискография

### Студийные альбомы
- The Allman Brothers Band — 1969
- Idlewild South — 1970
- Eat a Peach — 1972
- Brothers and Sisters — 1973
- Win, Lose or Draw — 1975
- Enlightened Rogues — 1979
- Reach for the Sky — 1980
- Brothers of the Road — 1981
- Seven Turns — 1990
- Shades of Two Worlds — 1991
- Where It All Begins  — 1994
- Hittin' the Note — 2003

### Концертные альбомы
- At Fillmore East — 1971
- Wipe the Windows, Check the Oil, Dollar Gas — 1976
- Live at Ludlow Garage: 1970 — 1990
- Allman Brothers Band  — 1992 (ограниченный тираж, все средства от продажи пожертвованы в пользу больных с синдромом Ретта)
- The Fillmore Concerts — 1992
- An Evening with the Allman Brothers Band: First Set — 1992
- An Evening with the Allman Brothers Band: 2nd Set — 1995
- Fillmore East, February 1970 — 1997
- Peakin' at the Beacon — 2000
- American University Washington, D.C. 12/13/70 — 2002
- Live at the Atlanta International Pop Festival: July 3 & 5, 1970 — 2003
- S.U.N.Y. at Stonybrook: Stonybrook, NY 9/19/71 — 2003
- Macon City Auditorium Macon, GA 2/11/72 — 2004
- One Way Out: Live At The Beacon Theatre — 2004
- Nassau Coliseum Uniondale, NY 5/1/73 — 2005
- Boston Common, 8/17/71 — 2007
- Play All Night: Live at the Beacon Theatre 1992 — 2014
- Hollywood Bowl 1972 — 2014
- Restoration The 1986 New York Reunion Broadcast — 2015

### Сборники
- All Men’s Brothers — 1972 (только в Германии)
- Beginnings — 1973 (первые два альбома)
- Fantastic Allman Brothers — Original Hits — 1974 (только в США)
- The Road Goes On Forever — 1975
- The Story Of — 1977 (только в Германии)
- Rock Legends — 1980 (только в Австралии)
- The Best Of The Allman Brothers Band — 1981
- The Allman Brothers Band — 1982 (только в Испании)
- Night Riding — 1988
- Dreams — 1989
- A Decade of Hits 1969—1979 — 1991
- Ramblin' Man — 1991 (только в США)
- The Allman Brothers Band (Il Grande Rock) — 1992 (только в Италии)
- The Collection — 1992
- Hell & High Water — The Best Of The Arista Years — 1994
- Legendary Hits — 1995
- All Live! — 1996 (сборник с концертных альбомов 1971—1976 гг.)
- Mycology: An Anthology — 1998
- Capricorn Classics: The Allman Brothers Band Years — 1998 (только в США)
- The Best Of The Allman Brothers Band Live — 1998
- Madness Of The West — 1998 (песни с альбомов Reach for the Sky и Brothers of the Road)
- Classic Allman Brothers — 1999
- 20th Century Masters — The Millennium Collection: The Best of The Allman Brothers Band — 2000
- Martin Scorsese Presents the Blues: The Allman Brothers Band — 2003
- Stand Back: The Anthology — 2004
- The Essential Allman Brothers Band — The Epic Years — 2004
- Southbound — The Best Of The Allman Brothers Band — 2004
- Gold — 2005
- Essential — 2006
- 20th Century Masters — The Millennium Collection: The Best of The Allman Brothers Band Live — 2007
- Colour Collection — 2007
- Rock Legends — 2007
- Reach For The Sky / Brothers Of The Road — 2008
- Original Album Classics — 2009 (бокс-сет)
- Icon — 2013
- Selections from Play All Night: Live at the Beacon Theatre 1992 — 2014 (2 LP)
- 5 Classic Albums — 2015 (бокс-сет, 5 CD)